# Sun Fuming
Sun Fuming (chinesisch 孫 福明; * 14. April 1974 in Tieling) ist eine ehemalige chinesische Judoka, die 1996 Olympiasiegerin in der Gewichtsklasse über 72 Kilogramm war.

## Karriere
Sun Fuming gewann im August 1995 die Bronzemedaille in der Offenen Klasse bei der Sommer-Universiade 1995 in Fukuoka. Bei den Judo-Weltmeisterschaften 1995 in Chiba unterlag sie im Finale der Offenen Klasse gegen Monique van der Lee aus den Niederlanden. Im Dezember 1995 verlor Sun Fuming beim Turnier in Fukuoka im Finale der Offenen Klasse gegen die Kubanerin Estela Rodríguez. Im März 1996 siegte Sun Fuming beim Weltcup in Rom. Im Juli 1996 trat sie bei den Olympischen Spielen in Atlanta an. Nach einem Freilos in der ersten Runde gewann sie gegen die Britin Michelle Rogers, die deutsche Johanna Hagn und die Russin Swetlana Gundarenko. Im Finale siegte sie mit einer kleinen Wertung über Estela Rodríguez. Beim Turnier in Fukuoka zum Jahresabschluss trafen Sun Fuming und ihre Landsfrau Yuan Hua sowohl im Finale im Schwergewicht als auch im Finale der Offenen Klasse aufeinander, Yuan Hua siegte im Schwergewicht, Sun Fuming in der Offenen Klasse.
Bei den Judo-Weltmeisterschaften 1997 gewann Sun Fuming die Bronzemedaille im Schwergewicht. Im November 1997 siegte sie bei den Südasienspielen in Busan. Beim Dezember-Turnier in Fukuoka gewann Sun Fuming die Offene Klasse und belegte im Schwergewicht den dritten Platz, Yuan Hua siegte im Schwergewicht. Im Januar 1999 belegte Sun Fuming beim Turnier in Fukuoka den dritten Platz in der Offenen Klasse und im April 1999 siegte sie beim Weltcup in ’s-Hertogenbosch. Bei den chinesischen Landesmeisterschaften 2000 in Qingdao traf sie wieder in zwei Finalkänpfen auf Yuan Hua. Sun Fuming siegte in der Offenen Klasse und unterlag ihrer Konkurrentin im Schwergewicht. Einen Monat später siegte sie bei den Asienmeisterschaften in der Offenen Klasse. Bei den Olympischen Spielen 2000 trat Yian Hua an und gewann auch die Goldmedaille.
2001 gewann Sun Fuming beim Turnier in Qingdao und bei den Ostasienmeisterschaften in der Offenen Klasse, im Dezember siegte sie in Fukuoka. 2002 nahm sie an den Asienspielen in Busan teil und siegte im Schwergewicht, während in der Offenen Klasse ihre Landsfrau Tong Wen siegte. Bei den Judo-Weltmeisterschaften 2003 in Ōsaka gewann Sun Fuming im Schwergewicht ihren einzigen Weltmeistertitel, Tong Wen siegte auch hier in der Offenen Klasse. Im August 2004 nahm Sun Fuming an den Olympischen Spielen in Athen teil. Nach zwei schnellen Siegen durch Ippon in den ersten beiden Kämpfen unterlag sie im Kampf um den Finaleinzug gegen die Kubanerin Daima Beltrán. Sun Fuming konnte sich aber durch einen Sieg über die Ukrainerin Maryna Prokofjewa die Bronzemedaille sichern.
Die 1,78 m große Sun Fuming bestritt ihre internationalen Wettkämpfe im Schwergewicht oder in der offenen Klasse. Ihr Gewicht wurde bei ihren Olympiateilnahmen mit 114 Kilogramm 1996 und 124 Kilogramm 2004 angegeben.